# Ammophila ruficollis
Ammophila ruficollis är en biart som beskrevs av F. Morawitz 1890. Ammophila ruficollis ingår i släktet Ammophila och familjen grävsteklar. Inga underarter finns listade i Catalogue of Life.